# Erwin Scheuch
Erwin Kurt Scheuch (* 9. Juni 1928 in Köln; † 12. Oktober 2003 ebenda) war ein deutscher Soziologe.

## Leben und Ausbildung
Erwin K. Scheuch, wie er sich später nach amerikanischer Manier nannte, wuchs in ärmlichen Verhältnissen auf, nachdem der Vater Otto seine Anstellung als Buchhalter verloren hatte. Dennoch schaffte der Junge den Besuch des Gymnasiums Köln-Nippes. 1944 wurde er als Luftwaffenhelfer eingezogen und war bei einer schweren 8,8-Flak-Einheit eingesetzt. Nach einer Verwundung kehrte er frühzeitig nach Köln zurück. Nach dem Abitur 1948 arbeitete er als Rundfunkjournalist beim Nordwestdeutschen Rundfunk unter Werner Höfer, für eine weitere Ausbildung sollte er für sechs Monate nach England gehen, zog aber nach seiner Zulassung zum Studium der Volkswirtschaftslehre, sozialwissenschaftlicher Richtung, an der Universität zu Köln die wissenschaftliche Laufbahn der journalistischen vor. Dort wurde er von seinem Lehrer Leopold von Wiese für ein USA-Stipendium im Rahmen des Fulbright-Programms vorgeschlagen und ausgewählt, das er nach einem Jahr an der University of Connecticut 1951 mit dem Bachelor of Arts with distinction abschloss, was ihm ein Angebot als Graduate Assistant in einem Master-Programm der Clark University einbrachte, das er aber nach einem Musterungsbescheid anlässlich des Koreakriegs abbrach und so nach Köln zurückkehrte. Hier machte er 1953 sein Diplom und promovierte als Assistent am Seminar für Soziologie (bis 1959) (und Hilfskraft am damals neu gegründeten UNESCO-Institut für Sozialforschung) 1956 bei René König mit einer Arbeit zur Empirischen Sozialforschung. 1959/60 schloss sich ein von der Rockefeller-Foundation finanzierter 18-monatiger Post-Doc-Aufenthalt an mehreren amerikanischen Universitäten an. 1961 habilitierte er sich mit einer Arbeit über Skalierungsverfahren als Instrument der Sozialforschung. Von 1962 bis 1964 vertrat er als Nachfolger des verstorbenen Samuel Stouffer an der Harvard University das Fach Sozialpsychologie, wo ihn dann der Ruf der Universität zu Köln auf den  zweiten Lehrstuhl für Soziologie erreichte, den er bis zu seiner Emeritierung 1993 innehatte.
Scheuch war zwei Mal verheiratet: 1951 in Bridgeport (Connecticut) mit der Amerikanerin Joyce-Ann Dickinson, die sich dann in Köln vielfältig für die Beziehungen mit den USA einsetzte, so für das Amerika Haus und als Gründungsmitglied der ursprünglich auf die USA bezogenen Austauschorganisation Open Door International, und mit der Journalistin und Soziologin Ute Pulm (* 1943). Aus der ersten Ehe hat er zwei Söhne.

## Wissenschaft
Ursprünglich eher linksliberal, war Scheuch – nach scharfen verbalen Attacken aus der Studentenbewegung der 1960er Jahre – ihr gegenüber kritisch bis ablehnend eingestellt. Seinem akademischen Lehrer René König folgend, positionierte er die Kölner Soziologie als einen die Empirie und die Werturteilsfreiheit betonenden Gegenpol zu Jürgen Habermas und der Frankfurter Kritischen Theorie, wirkte aber auch als streitbarer Essayist und Publizist.
Vor diesem Hintergrund war er im Jahre 1969 Gründungsmitglied des Bonner Informationszentrums Sozialwissenschaften. Bereits 1968 war er einer der Gründer der Kölner Journalistenschule. 1970 war er Vorsitzender der Deutschen Gesellschaft für Soziologie. Bis zuletzt war Scheuch Vorsitzender des Institut International de Sociologie.
Seine letzte umfangreiche soziologische Analyse galt den USA als Hegemon und fällt – zumal für einen Freund der Vereinigten Staaten – sehr kritisch aus. Auch in seinem 2003 erschienenen Hauptwerk Sozialer Wandel zeigt sich Scheuch als Kenner der USA und ihrer soziologischen Literatur.

## Tagespolitik
Den liberalen jungen Hochschullehrer traf es tief, dass sich im Zuge der Studentenrevolte die Studenten scharf gegen ihn wendeten und ihm zudem seine militärsoziologischen Studien vorwarfen. Bis zur zweiten Amtszeit von Willy Brandt war Scheuch nach eigenem Bekunden ein engagierter Sympathisant der SPD. Dann habe diese „ihn verlassen“. Künftig wandte er sich scharfzüngig gegen viele Aktivitäten der Studentenbewegung und gründete 1970 den konservativen Bund Freiheit der Wissenschaft mit. Auch gehörte er nunmehr 25 Jahre zur CDU.
1996/1997 gehörte Scheuch mit seiner zweiten Ehefrau Ute zu den Mitbegründern des rechtskonservativen „Anti-Links-Kartells“ „Vereinigung Stimme der Mehrheit“.
Über Fachkreise hinaus erlangte Scheuch Bekanntheit durch die Themen, die ihn seit den späten 1980er Jahren beschäftigten: Parteienfilz, Ämterpatronage und politische Korruption; besonders am „kölsche Klüngel“ untersuchte er dessen Auswirkung auf das Parteiensystem. Scheuch veröffentlichte dazu, zusammen mit seiner Frau, zahlreiche Bücher, unter anderem die populär gehaltenen Titel: „Cliquen, Klüngel und Karrieren“ und „Bürokraten in Chefetagen“. Insbesondere der erstgenannte Titel wurde von Scheuchs Kritikern als Pamphlet des rechten Flügels der Kölner CDU gegen den linken Flügel eingeordnet. Scheuch war Mitglied der CDU, eckte bei seiner Partei aber mit seinen Untersuchungen zunehmend an und trat 1997 aus der CDU aus. Anlass war für ihn der Umgang der Union mit der Dienstflugaffäre von Rita Süssmuth.
Erwin Scheuch war Autor der Jungen Freiheit und einer der populärsten Unterstützer des Wochenmagazins gegen die Überwachung der Zeitung durch den Verfassungsschutz.
Scheuch trat auch für die Verwendung von Computern im Kinderzimmer ein und wollte mit einer Untersuchung zeigen, dass soziale Fähigkeiten dabei gerade nicht verkümmerten, wie seine Kritiker behaupteten. Allerdings wies er auch darauf hin, dass Einzelkinder den (Spiel-)Computer eventuell als Ersatz für einen Spielkameraden benutzen könnten.

## Preise
Die von Caspar von Schrenck-Notzing begründete Förderstiftung Konservative Bildung und Forschung (FKBF) verlieh Erwin K. Scheuch am 3. November 2001 den Baltasar-Gracián-Kulturpreis. Die Laudatio hielt der Zürcher Philosoph Hermann Lübbe.

## Schriften
- Eine neue Weltordnung? Die USA als Hegemon. In: Naturkonservativ heute. Jahrbuch der Herbert-Gruhl-Gesellschaft e. V. 5. Jahrbuch, Blaue Eule, Essen 2005, (In Auszügen online).
- Infrastrukturen für die sozialwissenschaftliche Forschung, Bonn 2004.
- mit Ute Scheuch: Manager im Größenwahn, Reinbek bei Hamburg 2003.
- Sozialer Wandel. 2 Bände, Wiesbaden 2003.
- Deutsche Pleiten, Berlin 2001.
- mit Ute Scheuch: Die Spendenkrise – Parteien außer Kontrolle, Reinbek bei Hamburg 2000.
- Eine Bewertung des Marktanteilsmodells aus kommunikationswissenschaftlicher Sicht, Köln 1999.
- mit Ute Scheuch: Bürokraten in den Chefetagen, Reinbek bei Hamburg 1995.
- Wege aus der Politikverdrossenheit, Köln 1993.
- mit Ute Scheuch: Cliquen, Klüngel und Karrieren: Über den Verfall der politischen Parteien, Reinbek bei Hamburg 1992.
- USA – ein maroder Gigant?, Freiburg im Breisgau 1992.
- Muss Sozialismus misslingen?, Asendorf 1991.
- Wie deutsch sind die Deutschen?, Bergisch Gladbach 1991.
- Volkszählung, Volkszählungsprotest und Bürgerverhalten, Stuttgart 1989.
- Arbeitszeit kontra Freizeit?, Köln 1988.
- China und Indien, Zürich 1987.
- Chinas Rückkehr zur Wirklichkeit, Düsseldorf 1986.
- Zwischen Wohlstand und Bankrott, Köln 1984.
- Vom Comptoir zum modernen Büro, Köln 1977.
- Wird die Bundesrepublik unregierbar?, Köln, 1976.
- Kulturintelligenz als Machtfaktor?, Zürich 1974.
- Grundbegriffe der Soziologie: 1. Grundlegung und elementare Phänomene, Stuttgart 1972.
- Massenmedien und Religion in der Freizeitgesellschaft, Essen-Werden 1971.
- Haschisch und LSD als Modedrogen, Osnabrück 1970.
- Die Anwendung von Auswahlverfahren bei Repräsentativ-Befragungen, Köln 1956.